# Abdulahad Momand
Abdulahad Momand (paszt. عبدالاحد مومند, ur. 1 stycznia 1959 w miejscowości Sarda w prowincji Ghazni) – afgański kosmonauta, Bohater Związku Radzieckiego (1988).

## Życiorys
Jest Pasztunem. W 1976 ukończył szkołę, później studiował w Instytucie Politechnicznym w Kabulu, w 1978 został powołany do afgańskiej armii i skierowany na szkolenie wojskowe do ZSRR, gdzie uczył się w wojskowych szkołach lotniczych w Krasnodarze (obecnie Krasnodarska Wyższa Wojskowa Lotnicza Szkoła Pilotów) i Kijowie. Po powrocie do Afganistanu służył w siłach powietrznych armii afgańskiej, w 1987 ukończył Akademię Sił Powietrznych im. Gagarina, w listopadzie 1987 uczestniczył w naborze kandydatów do odbycia wspólnego radziecko-afgańskiego lotu kosmicznego, w grudniu 1987 został zakwalifikowany jako jeden z ośmiu kandydatów. W styczniu 1988 został wybrany dublerem głównego kandydata, w lutym 1988 rozpoczął przygotowania w Centrum Kosmicznym im. Gagarina, w kwietniu 1988 został przeniesiony do głównej załogi. Od 29 sierpnia do 7 września 1988 jako badacz-kosmonauta odbywał lot statkiem kosmicznym Sojuz TM-6 i na stacji kosmicznej Mir wraz z Władimirem Lachowem i Walerijem Polakowem. Po powrocie ukończył Akademię Sztabu Generalnego i pracował w Afgańskim Instytucie Badań Kosmicznych. Poza tym przez 6 miesięcy był wiceministrem lotnictwa cywilnego Afganistanu. Po objęciu władzy w Afganistanie przez talibów był zmuszony udać się za granicę; wyjechał do Indii. Później zamieszkał w Stuttgarcie, przyjął niemieckie obywatelstwo.
Jest pierwszym obywatelem Afganistanu, który odbył lot kosmiczny.

## Odznaczenia
Źródło.
- Bohater Afganistanu (1988)
- Order „Słońce Wolności”
- Złota Gwiazda Bohatera Związku Radzieckiego (7 września 1988)
- Order Lenina (7 września 1988)
- Universal Astronaut Insignia za lot orbitalny (nr 208) – Stowarzyszenie Uczestników Lotów Kosmicznych (Association of Space Explorers(inne języki))[2]